# Auguste-Christian-Frédéric d'Anhalt-Köthen
Auguste-Christian-Frédéric (18 novembre 1769, Köthen – 5 mai 1812, Köthen) est prince puis duc d'Anhalt-Köthen de 1789 à sa mort.

## Biographie
Fils aîné du prince Charles-Georges-Lebrecht et de sa femme Louise-Charlotte de Schleswig-Holstein-Sonderbourg-Glücksbourg, il succède à son père à sa mort. Il est élevé au rang de duc par Napoléon en 1806.
En 1798, il est agrégé comme capitaine d'état-major dans le 47e régiment d'infanterie "Grawert" de l'armée prussienne et est transféré le 9 septembre 1800 au même poste dans le 25e régiment d'infanterie "Möllendorff". Le 2 avril 1803, il reçoit l'autorisation d'entrer au service de l'empereur, devient major général prussien de l'armée le 15 mai 1803 et reçoit l'ordre de l'Aigle rouge. 
À sa mort, c'est son neveu Louis-Auguste d'Anhalt-Köthen, fils de son frère cadet Louis, qui lui succède.

## Mariage
Le 9 février 1792, Auguste-Christian-Frédéric épouse Frédérique (de) (30 août 1777 – 28 août 1821), fille du prince Frédéric-Auguste de Nassau-Usingen. Ils n'ont pas d'enfants et divorcent en 1803.